# Остапенко, Леонид Павлович
Леони́д Па́влович Оста́пенко (14 сентября 1937, Фастов, Киевская область, УССР — 21 сентября 2017, Подольск, Московская область) — советский и российский художник-пейзажист, педагог. Член Союза художников России с 1983 года.

## Биография
Родился на Украине, в семье военнослужащего Остапенко Павла Максимовича. Раннее детство Леонида Остапенко проходило в городе Фастов, под Киевом. В 1947 году семья переехала в Ростов-на-Дону, где с 1949 по 1954 годы Леонид Остапенко учился в детской художественной школе.
В 1957 году окончил Московское государственное академическое художественное училище памяти 1905 года (педагоги — В. Н. Бакшеев , А. К. Деулин, А. И. Саханов. С 1964 года жил в подмосковном Подольске.
В 1967 году окончил художественно-графический факультет Московского государственного педагогического института; педагоги — А. И. Лактионов, Б. М. Десницкий. Там же преподавал историю искусства.
С 1957 года преподавал изобразительное искусство и историю искусств в общеобразовательных школах, техникумах Подольска и Москвы, в Подольской художественной школе (1970—1972). В 1972 году организовал художественную школу в городе Домодедово, которой руководил до 1994 года.
В числе его учеников — Галина Гусева, Игорь Кадыков, Геннадий Бычков, Юрий Юдаев.
Погиб утром 21 сентября 2017 года рядом с железнодорожной станцией «Подольск» Курского направления. Его сбил проходящий электропоезд.
Похоронен художник на Подольском городском кладбище «Красная горка», рядом с могилой матери.

## Творчество
Работы Л. П. Остапенко находятся в фондах Министерства культуры России и в ряде музеев:
- Красноярский государственный художественный музей имени В. И. Сурикова
- Калининградский областной историко-художественный музей
- Подольский выставочный зал
- собрание ЗАО «Подольский Промкомбанк»,

а также в частных коллекциях в России, Германии, Франции, Японии, Италии, Польши, Великобритании, США, Армении, Эстонии.

### Выставки
Участвовал в выставках:
- Республиканская художественная выставка «По родной стране» (1980)
- Всесоюзная художественная выставка «Интерьер и натюрморт» (1986)
- зональная художественная выставка «Подмосковье» (1984, 1990)
- областная выставка произведений художников Подмосковья, посвящённая 70-летию Советской власти (1987)
- международная художественная выставка (Нюрнберг, Германия, 1989)
- немецко-советский симпозиум искусств (Германия, 1989)
- выставки произведений подольских художников (1964—2009)
- выставка произведений подольских художников «Осень-2009»

#### Персональные выставки
- Москва (1988)
- Мюнхен (1989)
- Радольфцелль (Германия, 1989)
- Подольск (1999, 2011, 2015)
- Щербинка (2011)
- Домодедово (2011)[3][4]

### Избранные публикации
- Леонид Остапенко: Пейзажи. — М.: Новый альбом, 1997. — 80 с. [около 80 работ]
- Леонид Остапенко: Искусство заключается в природе. — М.: Сканрус, 2008. — 112 с. [109 работ]

### Галерея

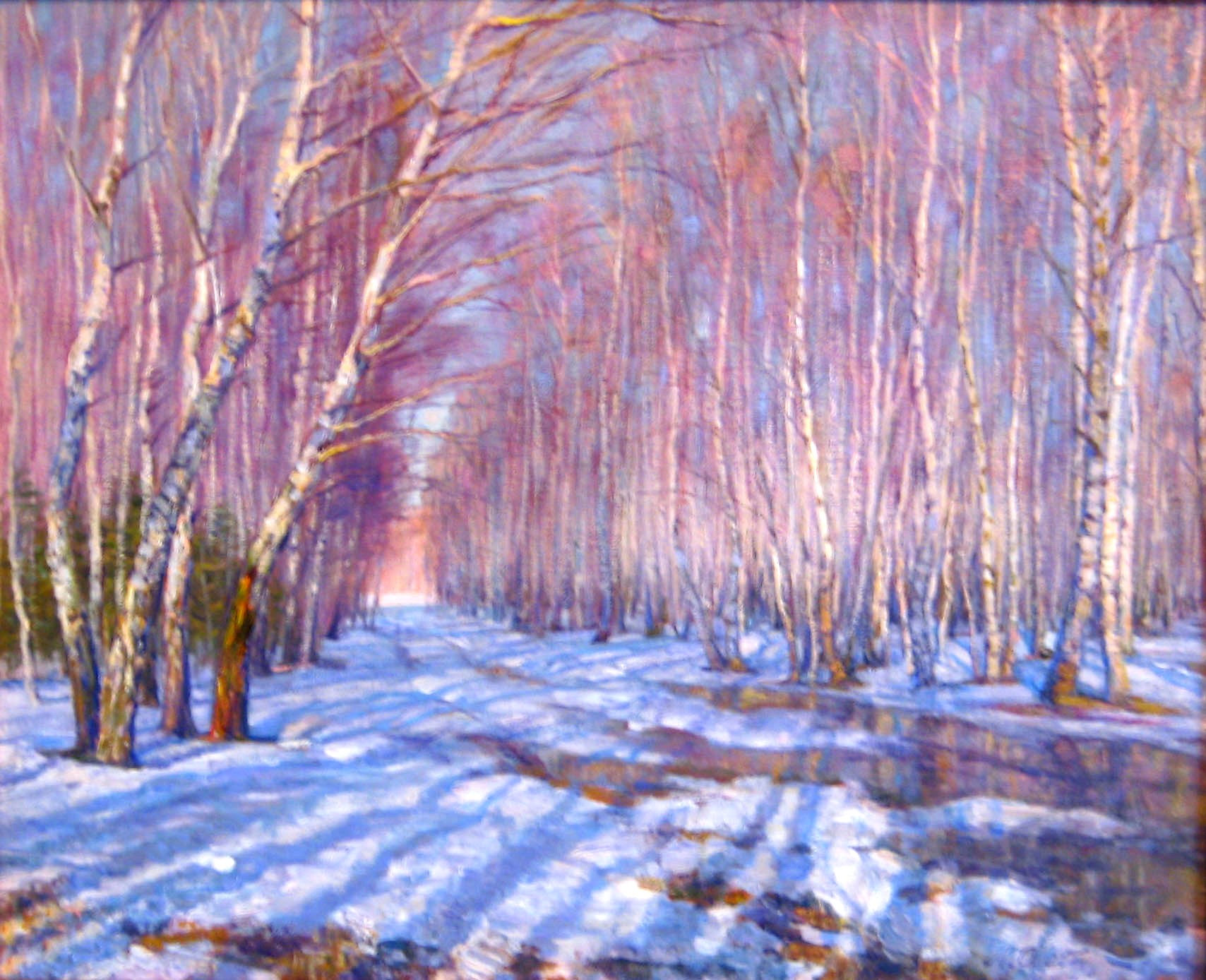
«Весна в березовом лесу», 2013 г. Частное собрание.